# Cattedrale di Gloucester
La cattedrale di Gloucester (cattedrale di San Pietro e della Santa e Indivisibile Trinità, in inglese Cathedral Church of St Peter and the Holy and Indivisible Trinity) è la chiesa principale della diocesi anglicana di Gloucester, nel Gloucestershire (Inghilterra).
Trae la sua origine da un'abbazia fondata alla fine del VII secolo dedicata a San Pietro e dissolta da Enrico VIII. Vi sono sepolti il re Edoardo II d'Inghilterra e Walter de Lacy.
La struttura attuale è in gran parte risultato dei lavori intrapresi nel XIV secolo dall'abate Serlo e dai suoi successori che adottarono lo stile gotico perpendicolare.
Vi si conservava il cosiddetto candeliere di Gloucester, capolavoro di metallurgia romanica, ora al Victoria and Albert Museum.
Nella cattedrale vi è inoltre una vetrata del 1350 in cui è raffigurato un uomo in atteggiamento tale da far supporre che giochi a golf.